# Tucker Haymond
Tucker Haymond (Seattle, Washington, 30 de octubre de 1994) es un baloncestista estadounidense que actualmente se encuentra sin equipo. Con 1,98 metros de estatura, juega en la posición de escolta.

## Trayectoria deportiva

### Universidad
Jugó cuatro temporadas en los Broncos de la Universidad de Míchigan Occidental, en las que promedió 12,6 puntos, 4,8 rebotes y 1,9 asistencias por partido. En su primera temporada fue incluido en em mejor quinteto de novatos de la Mid-American Conference, mientras que en 2017 apareció en la lista del tercer mejor quinteto de la conferencia. Es uno de los únicos cuatro jugadores de los Broncos a lo largo de la historia en lograr al menos 1.000 puntos, 500 rebotes y 200 asistencias.

### Profesional
Tras no ser elegido en el Draft de la NBA de 2017, sí lo fue en el puesto 11 de la segunda ronda del Draft de la NBA Development League por los Austin Spurs, equipo con el que firmó contrato.